# Sultan Chomoev
Sultan Chomoev (Biskek, 20 de enero de 2003) es un futbolista kirguís que juega en la demarcación de portero para el FC Dordoi Bishkek de la Liga de fútbol de Kirguistán.

## Selección nacional
Tras jugar en las categorías inferiores de la selección, finalmente hizo su debut con la selección absoluta de Kirguistán el 5 de enero de 2024 contra Siria en un partido amistoso que finalizó con un resultado de empate a uno tras el gol de Ibrahim Hesar para Siria, y de Ayzar Akmatov para Kirguistán

## Clubes
| Club                       | País       | Año       | Partidos | Goles |
| -------------------------- | ---------- | --------- | -------- | ----- |
| Ilbirs Bishkek FC (cedido) | Kirguistán | 2020-2022 | 34       | 0     |
| FC Dordoi Bishkek          | Kirguistán | 2023-     | 23       | 0     |